# Haupterwerbsbetrieb
Ein Haupterwerbsbetrieb ist ein landwirtschaftlicher Familienbetrieb, bei dem der Betrieb hauptberuflich bewirtschaftet wird und mehr als 50 Prozent des Einkommens aus landwirtschaftlicher Arbeit erzielt wird. Das Gegenteil bezeichnet man als Nebenerwerbsbetrieb.
Haupterwerbsbetrieb ist der Überbegriff von Vollerwerbsbetrieb und Zuerwerbsbetrieb, welche seit 1995 statistisch in der Gruppe der Haupterwerbsbetriebe zusammengefasst werden.
Im Agrarpolitischen Bericht der Bundesregierung (Agrarbericht) wird ein landwirtschaftlicher Betrieb als Haupterwerbsbetrieb angesehen, wenn dieser in den Rechtsformen Einzelunternehmen und Personengesellschaften mit 16 und mehr Europäischen Größeneinheiten (EGE) und mindestens einer Arbeitskraft (Ak) bewirtschaftet wird.
Die Zahl der Haupterwerbsbetriebe betrug 1997 in Deutschland 211.300. Das bedeutet, dass zu diesem Zeitpunkt 41 Prozent aller landwirtschaftlichen Familienbetriebe im Haupterwerb bewirtschaftet wurden.
Eine neuere Definition seit 2017/2018 ist ein Standard-Output von 50.000 € und einer Voll-Arbeitskraft je Betrieb. Betriebe, die eines dieser Kriterien unterschreiten, gelten als Klein- und Nebenerwerbsbetriebe.